# Torskemund (Kickxia)
 For alternative betydninger, se Torskemund. (Se også artikler, som begynder med Torskemund)
Torskemund (Kickxia) er en slægt af planter, der består af omkring 47 arter, hvoraf to findes vildtvoksende i Danmark. Også slægterne Chaenorhinum, Cymbalaria og Linaria kaldes for Torskemund.

## Arter
De danske arter i slægten:
- Spydbladet torskemund (Kickxia elatine)
- Rundbladet torskemund (Kickxia spuria)